# Martha (film, 1923)
Pour plus de détails, voir Fiche technique et Distribution.
Martha est un court métrage muet américain réalisé et produit par Walt Disney, sorti en 1923. 
En parallèle des Laugh-O-Grams, Disney essaye aussi de diversifier son activité avec par exemple la production d'une série de films chantés nommés Song-O-Reels, qui devait être diffusée dans un cinéma local l'Isis Theater mais un seul film Martha a été tourné. Ce projet permet toutefois à Disney de rencontrer l'organiste du cinéma, Carl W. Stalling. 